# Estación de Timișoara Nord
La estación de Timișoara Nord (en rumano: Gara Timișoara Nord) es la principal estación de ferrocarril de Timișoara, Rumania y del oeste del país. La estación fue inaugurada en 1899 y tiene conexiones a las principales ciudades de Rumania y varias capitales europeas, fundamentalmente a Budapest y Belgrado, por su proximidad.

## Historia

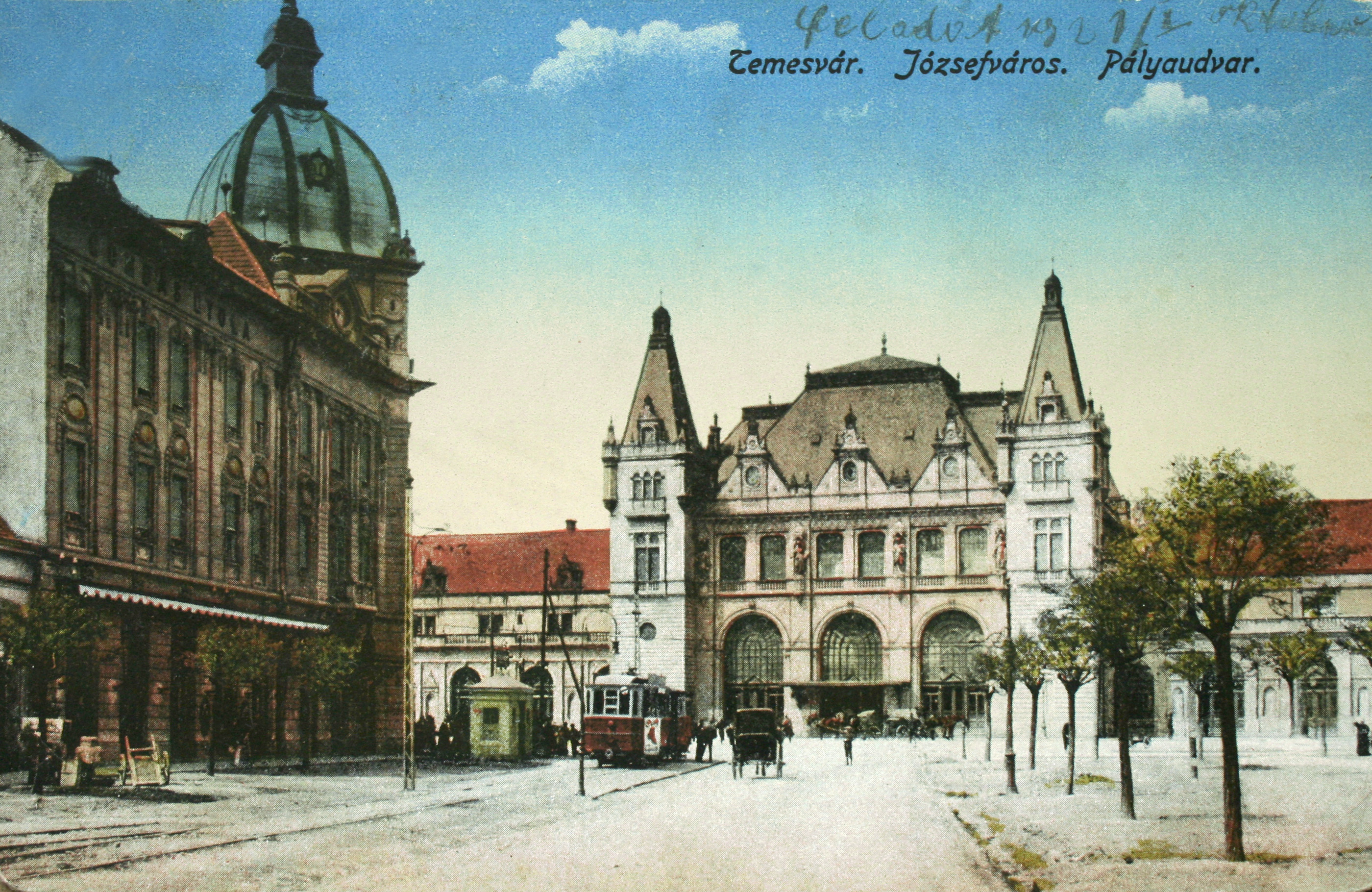
El edificio original de la estación en 1917.

El primer edificio de la estación fue construido entre 1897-1899 por el arquitecto Ferenc Pfaff y se llamaba originalmente Josefstädter Bahnhof (en alemán) o Jozsefvaros Indohazen (en húngaro -en aquel momento Timișoara formaba parte del Imperio Austrohúngaro y era conocida como Temesvár-), traducido como «estación Iosefin», llamado así por el histórico distrito Iosefin en donde se encuentra.
Después de la unión del Banat con Rumania, la administración rumana en Timișoara renombró, en 1919, la estación a Domnița Elena («Señora Elena»), nombre que llevó hasta la Segunda Guerra Mundial. El 3 de julio de 1944 la estación fue duramente bombardeada por la Fuerza Aérea de los Estados Unidos (ver Fuerzas aliadas). La reconstrucción se hizo según los planos originales, pero en 1970 se modernizó y cambió completamente el estilo arquitectónico en su reinauguración en 1976, acorde a la arquitectura socialista de la época.

## Servicios
En 2011, Timişoara Nord sirvió cerca de 126 trenes, incluidos los trenes nacionales a la mayoría de las ciudades rumanas operados por Căile Ferate Române así como trenes internacionales a Budapest, en Hungría, o Belgrado, en Serbia.
Las principales líneas internas son Bucarest - Craiova - Caransebeş - Timişoara Nord; y Timişoara Nord - Arad - Oradea.

### Domésticos
- Arad: 57 km
- Baia Mare: 370 km
- Braşov: 455 km
- București Nord: 533 km
- Cluj-Napoca: 330 km
- Constanţa (via București Nord): 758 km
- Craiova: 324 km
- Galați: 762 km
- Iaşi (via București Nord): 939 km
- Iaşi (via Cluj Napoca): 788 km
- Oradea: 178 km
- Sibiu: 306 km
- Suceava: 652 km

### Europeos
- Belgrado: 178 km[cita requerida]
- Berlin: 1.337 km
- Budapest: 310 km
- Chişinău: 918 km
- Frankfurt: 1.337 km
- Kiev: 1.760 km
- Venecia: 1.160 km
- Viena: 582 km